# Caxambu do Sul
Caxambu do Sul är en kommun i Brasilien.   Den ligger i delstaten Santa Catarina, i den södra delen av landet, 1 400 km söder om huvudstaden Brasília. Antalet invånare är 4 406.
Omgivningarna runt Caxambu do Sul är en mosaik av jordbruksmark och naturlig växtlighet. Runt Caxambu do Sul är det ganska glesbefolkat, med 30 invånare per kvadratkilometer.